# Wapen van De Aarlanden

Het wapen van De Aarlanden

Het Wapen van De Aarlanden is op 1 februari 1980 door de Hoge Raad van Adel toegekend aan het waterschap De Aarlanden. Dit waterschap is in 1978 ontstaan uit de voormalige waterschappen Zuid- en Noordeinderpolder, Noordeind- en Geerpolder, Polder Nieuwkoop, Polder Nieuwkoop en Noorden. In 1995 ging het waterschap op in De Oude Rijnstromen, dat geen wapen voerde. Tegenwoordig valt het waterbeheer in het gebied onder het Hoogheemraadschap van Rijnland.

## Beschrijving
"In azuur twee schuingeplaatste zwaarden van zilver, vergezeld boven van drie ruiten, geplaatst twee en één, ter linker- en ter rechterzijde van een schuin kruisje en beneden van een jachthoorn, alles van goud; in een hartschild van goud een klimmende vos van keel. Het schild gedekt door een gouden kroon van drie bladeren en twee parels."

## Geschiedenis
Het wapen van het waterschap is een combinatie van elementen uit de wapens van de gemeenten waarin het waterschap actief was. De zwaarden en de hoorn zijn afkomstig van het wapen van de gemeente Aarlanderveen en komen ook voor in het wapen van Zuid- en Noordeinderpolder, de ruitjes uit het wapen  van Leimuiden, de kruisjes uit het (eerste) wapen van Nieuwkoop en het hartschild is afgeleid van het wapen van het voormalige baljuwschap Voshol. Deze vos komt ook voor in het wapen van Ter Aar.

## Verwante wapens

Het wapen van Aarlanderveen
Het wapen van de Zuid- en Noordeinderpolder
Het wapen van Leimuiden
Het oude wapen van de gemeente Nieuwkoop
Het wapen van Voshol
Het wapen van Ter Aar